# Oxytropis fetisowii
Oxytropis fetisowii är en ärtväxtart som beskrevs av Aleksandr Andrejevitj Bunge. Oxytropis fetisowii ingår i släktet klovedlar, och familjen ärtväxter. Inga underarter finns listade i Catalogue of Life.